# جيسيكا باين
جيسيكا باين (بالإنجليزية: Jessica Payne)‏ هي عالمة نفس أمريكية، ولدت في القرن العشرين.